# Carles XIV Joan
Carles XIV Joan de Suècia i III de Noruega, nascut amb el nom de Jean-Baptiste Bernadotte (Pau, França, 26 de gener de 1763 - Estocolm, Suècia, 8 de març de 1844), fou un militar de l'Imperi Francès i des de 1818 fins a la seva mort rei de Suècia i de Noruega. Abans havia estat príncep sobirà de Pontecorvo.

## La joventut
Jean-Baptiste nasqué a Pau, França, fill d'Henri Bernadotte (1711-1780), procurador de la ciutat, i de Jeanne St. Jean (1725-1809). Batejat com a Jean-Baptiste, ell mateix hi afegiria més tard el nom de Jules en honor de Juli Cèsar, en un gest típic de la Revolució Francesa. A principis del segle xvii, el seu besavi Pierre, casat amb la menorquina Margalida Barraquer, fou el primer a canviar-se el cognom occità originari de la família, 'Deu Pouey', pel francès de 'Bernadotte'.

## Carrera militar
Bernadotte ingressà a l'exèrcit francès el 3 de setembre de 1780 i fou destinat inicialment a Còrsega. En esclatar la Revolució Francesa, va ascendir ràpidament gràcies a les seves qualitats. Així, durant la Primera Coalició el 1794 ja era brigadier, assignat a la campanya dels Països Baixos austríacs a l'exèrcit de Sambre i Meuse, i després de la victòria de Jean-Baptiste Jourdan a la batalla de Fleurus el 26 de juny de 1794, fou nomenat general de divisió. A la batalla de Theiningen de 1796, Bernadotte contribuí notablement a la reeixida retirada de les forces franceses a través del Rin després de la derrota davant de l'arxiduc Carles d'Àustria. El 1797, tornà a travessar el Rin amb un contigent de reforços per a les tropes de Napoleó, que es trobava a Itàlia, i col·laborà amb ell durant el pas del riu Tagliamento. El 1798 fou nomenat ambaixador a Viena, però hagué de renunciar al càrrec a causa dels disturbis que provocà en hissar la bandera tricolor a l'ambaixada.
El 16 d'agost de 1798, es casà amb Désirée Clary (1777-1860), filla d'un comerciant de seda de Marsella i germana de l'esposa de Josep Bonaparte, Julie Clary.
L'estiu de 1799, durant la Campanya napoleònica d'Egipte i Síria, la República Francesa va ser atacada per la Segona Coalició a Itàlia, a Suïssa i a Holanda. Per fer front a l'emergència nacional Bernadotte va ser nomenat el 2 de juliol al 14 de setembre ministre de la guerra, responsabilitat en la qual demostrà grans habilitats. Durant tot aquell temps es mantingué proper a Napoleó, i, tot i que es negà a donar-li suport en els preparatius del cop d'estat del 18 de brumari de 1799, posteriorment acceptà treballar per al Consolat. Finalment, des d'abril de 1800 fins al 18 d'agost de 1801, comandà l'exèrcit en la repressió de la Revolta de La Vendée.

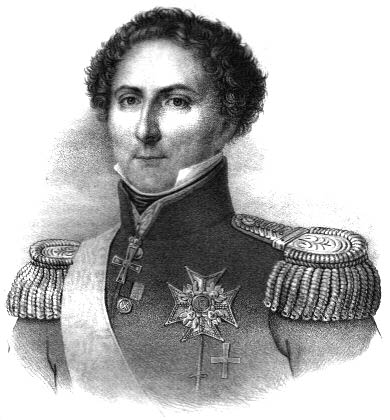
Mariscal Bernadotte

En proclamar-se l'Imperi, Bernadotte fou nomenat un dels divuit Mariscals de França, i des de juny de 1804 fins al setembre de 1805 fou governador de l'ocupada Hannover. Durant la campanya de 1805, Bernadotte cooperà amb un cos de l'exèrcit des de Hannover en el gran moviment que portà a la victoria a la batalla d'Ulm. Com a recompensa pels seus serveis a Austerlitz (2 de desembre de 1805) fou nomenat príncep de Pontecorvo (5 de juny de 1806), però durant la campanya contra Prússia, aquell mateix any, fou durament criticat per Napoleó a causa de no haver participat amb els seus soldats a les batalles de Jena i Auerstädt malgrat trobar-se a prop d'ambdós combats. El 1808, com a governador dels pobles Hanseàtics, dirigí directament l'expedició contra Suècia a través de Dinamarca, tot i que el pla no reeixí a causa de la manca de transport i de la deserció dels soldats mercenaris espanyols (ja s'havia iniciat la Guerra del Francès). A la guerra contra Àustria, Bernadotte liderà el contingent saxó en la batalla de Wagram (6 de juliol de 1809); en aquesta ocasió publicà una ordre del dia en la qual atribuïa la victòria al valor dels saxons, ordre que Napoleó rebutjà. Poc després, i en la mateixa batalla, Bernadotte fou rellevat per haver-se retirat del combat, incomplint així les ordres directes de Napoleó.

## L'oferiment del tron de Suècia
Bernadotte, molest amb l'Emperador, tornà a París, on el consell de ministres li encarregà la defensa dels Països Baixos contra els anglesos. El 1810, poc abans de prendre possessió del càrrec de governador de Roma i de forma inesperada, Bernadotte fou escollit hereu del rei Carles XIII de Suècia. Bona part d'aquesta elecció s'explica pel temor de l'exèrcit suec davant de la complicada situació amb Rússia, que requeria un comandament eficaç i de prestigi. Hom pensà en el mariscal francès (molt popular al país pel tracte que havia donat als soldats presoners durant la guerra amb Dinamarca). Tot i així, aquesta elecció no fou oficial en un principi, sinó que es degué a la iniciativa del baró Karl Otto Mörner. El baró comunicà directament la notícia a Bernadotte, el qual la posà en coneixement de Napoleó. L'emperador francès tractà l'afer com si fos quelcom d'absurd, però el mariscal respongué a Mörner que no renunciaria a tal honor. Així, tot i l'arrest a què fou sotmès el baró en tornar a Estocolm, el govern suec es va veure obligat a acceptar el clamor popular i proclamà Bernadotte «Príncep de la Corona» el 21 d'agost de 1810.

## Príncep de la Corona i Regent
El 2 de novembre de 1810, Bernadotte va fer entrada solemne a la ciutat d'Estocolm, i només tres dies més tard, el 5 de novembre, rebé l'homenatge de les cambres del parlament suec. El rei Carles XIII l'adoptà amb el nom de «Carles Joan». El nou príncep augmentà ràpidament la seva popularitat, i en poc temps es convertí en l'home més poderós de Suècia. Les malalties de l'ancià monarca i les dissensions al Senat van posar el govern, i especialment el control dels afers exteriors, en les seves mans.
En ser atacada pel Regne Unit el 1812, Dinamarca-Noruega s'alià amb Napoleó mentre Suècia s'alià amb la Gran Bretanya i amb Prússia, enemics de l'emperador francès, en la Sisena Coalició.
Després de les desfetes a la batalla de Lützen el 2 de maig i la batalla de Bautzen el 21 de maig de 1813, va ser el mateix príncep qui donà aire fresc als al·liats, i durant l'armistici de Pleischwitz, a la conferència de Trachenberg traçà les directrius principals de la campanya següent. Carles Joan, com a comandant en cap de l'exèrcit del nord, defensà amb èxit la ciutat assetjada de Berlín primer per Nicolas Charles Oudinot, a l'agost, i per Michel Ney al setembre.
Després de la batalla de Leipzig va seguir el seu propi camí, decidit a paralitzar Dinamarca a qualsevol cost i assegurar-se Noruega,derrotant els danesos en una campanya relativament ràpida. Dinamarca fou forçada a cedir Noruega al rei de Suècia, però conservant les províncies d'Islàndia, Groenlàndia i les Illes Fèroe, segons el Tractat de Kiel. Noruega prengué aquesta oportunitat per declarar la independència i promulgar una constitució, elegint al príncep de Dinamarca-Noruega Cristià Frederic el 17 de gener de 1814. Això catalitzà la Guerra entre Noruega i Suècia, al final de la qual Noruega acceptà formar una unió personal amb Suècia. Noruega conservà la seva constitució liberal i les seves institucions independents, llevat del ministeri d'afers exteriors.

## Rei de Suècia i de Noruega

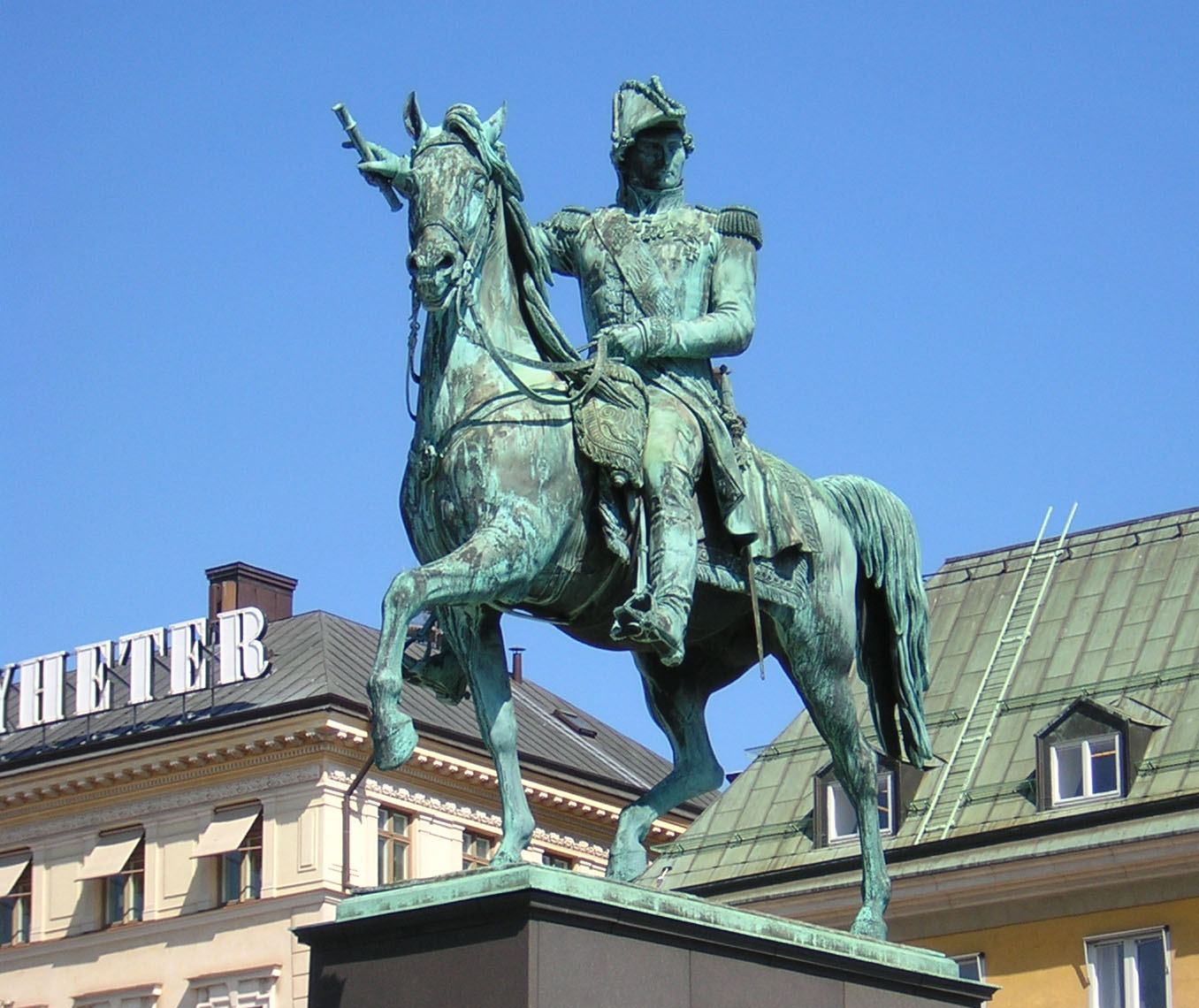
Estàtua eqüestre de Carles XIV Joan a Estocolm

Com a rei fermament convençut de la unió de les corones de Suècia i Noruega, Carles XIV Joan, que després de la mort de Carles XIII accedí als dos trons amb pocs mesos de diferència el 1818, fou molt popular a ambdós països. La dinastia que ell inaugurà fou motiu d'orgull per a suecs i noruecs, alhora que gaudia de gran reputació a tot Europa. Tot i això, els seus punts de vista ultra-conservadors eren generalment mal rebuts, i fins i tot l'Ståndsriksdagen (el Parlament de Suècia) arribà a votar, el 1840, la conveniència de demanar la seva abdicació. Tanmateix, passada aquesta crisi, el monarca recuperà la popularitat i el país celebrà amb gran entusiasme el seu 80è aniversari, el 1843.
Durant el seu regnat van ser finalitzades les obres del Canal Göta del Sud, iniciades vint-i-dos anys abans, i que unirien el llac Vänern amb el mar a Söderköping, a uns 290 kilòmetres a l'est.
D'altra banda, tot i que Carles XIV Joan es convertí al luteranisme en ser adoptat per l'anterior monarca, mai no va aprendre a parlar ni suec ni noruec. Tot i així, la importància que tenia en aquells moments el francès, llengua usual de l'aristocràcia i la diplomàcia europees del moment, va permetre superar qualsevol obstacle en les seves relacions amb la cort o la societat de Suècia.
Finalment, Bernadotte va morir a Estocolm el 8 de març de 1844. La major part del seu regnat va transcórrer com un període de pau ininterrompuda, que va permetre el desenvolupament social i econòmic d'ambdós regnes durant tota la primera meitat del segle xix. El monarca fou succeït pel seu fill Òscar I.
Diu la llegenda que després de la seva mort, es trobà un curiós tatuatge gravat al seu cos, que deia: «Mort aux rois» (Mort als Reis). Pressumiblement se l'havia realitzat durant la Revolució Francesa.

## Honors
- El carrer principal d’Oslo, Karl Johans gate, va rebre el seu nom el 1852.
- L'antiga base principal de l'Armada Reial de Noruega, Karljohansvern, també va rebre el seu nom el 1854.
- La fortalesa de Karlsborg (Swedish), situat a l'actual municipi de Karlsborg al comtat de Västra Götaland, també va ser nomenada així en honor a ell.
- La  Caserne Bernadotte, un edifici militar francès situat a Pau, també va rebre el seu nom el 1875.
- L'estàtua eqüestre de bronze del Rei al Palau Reial d'Oslo, inaugurada el 1875, és l'estàtua de bronze més gran de Noruega.[8]

### Nacional
- Imperi francès: Cavaller Gran Àguila de la Legió d’Honor, 2 de febrer de 1805[9]
- Regne d'Itàlia: Cavaller Gran Creu de l’Orde de la Corona de Ferro[9]
- Suècia:
  - Cavaller de l’orde dels serafins, 21 d'agost de 1810
  - Comandant Gran Creu de l’Ordre de l'Espasa, 21 d'agost de 1810[10]
  - Cavaller Gran Creu de l’Ordre de l'Espasa, 1a classe, 21 d'agost de 1810[10]
  - Comandant Gran Creu de l'Ordre de l'Estrella Polar, 21 d'agost de 1810
  - Comandant Gran Creu de l’Orde de Vasa, 28 de gener de 1813[11]
  - Cavaller de l’orde de Carles XIII, 21 d'agost de 1810

Es va convertir en Senyor i Mestre de totes les ordres de cavalleria sueques quan va accedir al tron.

### Estrangers
- Regne de Baviera: Cavaller de l'Orde de Sant Hubert, 1805[9]
- Regne de Prússia:[9]
  - Cavaller de l'Orde de l'Àguila Negra, 7 abril 1805[12]
  - Cavaller Gran Creu de l'Orde de l'Àguila Roja, 7 d'abril de 1805
  - Gran Creu de la Creu de Ferro, 1813
- Regne de Dinamarca: Cavaller de l'Orde de l'Elefant, 15 d'octubre de 1808[9]
- Regne de Saxònia:[9][13]
  - Cavaller Gran Creu de l'Orde Militar de Sant Enric, 1809
  - Cavaller de l'Orde de la Rue Crown, 1832
- Imperi Rus:[9][14]
  - Cavaller de l'Orde de Sant Andreu, 30 d'agost de 1812
  - Cavaller de l'Orde de Sant Alexandre Nevski, 30 d'agost de 1812
  - Cavaller de l'Orde de Santa Anna, 1a classe
  - Cavaller de l'Orde de Sant Jordi, 1a classe, 30 d'agost de 1813
- Imperi Austríac: Cavaller Gran Creu de l'Orde Militar de Maria Teresa, 1813[9][15]
- Gran Ducat de Baden:[9][16]
  - Cavaller Gran Creu de la Casa Orde de la Fidelitat, 1830
  - Cavaller Gran Creu de l'Ordre del Lleó Zähringer, 1830
- Regne de Portugal: Cavaller Gran Creu de l'Orde de la Torre i l'Espasa[17]
- Regne Unit de Gran Bretanya i Irlanda: Cavaller de l'Orde de Sant Patrici[9]

## Escuts d'armes i monograma
| Príncep de Pontecorvo | Escut d'armes del príncep hereu Carles Joan segons l'armorial de cavallers de l'orde dels serafins | Escut del rei Joan Carles XIV de Suècia i Noruega |

## Retrats de ficció
L'obra de teatre de 1833 de Louis-Émile Vanderburch i Ferdinand Langlé Le Camarade de lit ('El company de llit') representa Bernadotte com a rei de Suècia; un vell granader afirma que, de jove, Bernadotte va rebre un tatuatge d'un escandalós lema republicà: o Mort aux Rois ('Mort als reis'), o Mort aux tyrans ('Mort als tirans'), o Mort au Roi ('Mort al rei'). El tatuatge finalment es revela per llegir Vive la république ('Visca la República') i una gorra frigia: una imatge i un text molt irònics per a la pell d'un rei. Aquesta obra va ser tan popular que la idea que el rei Carles XIV Joan tenia un tatuatge amb la lletra Mort als reis sovint es repeteix com a fet, encara que no hi ha cap base. Per raons de discreció, es va proclamar públicament el 1797 republicà tant per principi com per convicció que fins al moment de la meva mort, oposaria al Directori tots els reialistes i enemics.
Les relacions de Désirée Clary amb Bonaparte i Bernadotte van ser el tema de la novel·la Désirée d’Annemarie Selinko. La novel·la va ser filmada com a Désirée el 1954, amb Marlon Brando com a Napoleó, Jean Simmons com a Désirée i Michael Rennie com a Bernadotte.
Bernadotte és un personatge secundari principal de la novel·la de ficció històrica de l'autora més venuda del New York Times Allison Pataki A Queen's Fortune: A Novel of Désirée, Napoleon, and the Dynasty that survived the Empire, que explica la història de la vida de la seva dona (i Reina de Suècia i Noruega) Désirée Clary.